# بوشيني حبشي
بوشيني حبشي (الاسم العلمي: Puccinia abyssinica) هو نوع من الفطريات يتبع جنس البوشيني من فصيلة البوشينية.